# Scandlines
Scandlines är ett rederi som driver färjetrafik mellan Rødby i Danmark och Puttgarden i Tyskland samt mellan Gedser i Danmark och Rostock i Tyskland.  Historiskt var det en rederigrupp bestående av de svenska, danska och tyska statsjärnvägarnas färjerederier för trafik mellan Danmark, Tyskland och Sverige.

## Linjer och fartyg

färjelinjerna 2018 innan Helsingborg-Helsingör avyttrats

- Gedser–Rostock

- M/S Berlin
- M/S Copenhagen

- Rødby–Puttgarden

- M/S Prins Richard
- M/S Prinsesse Benedikte
- M/S Schleswig-Holstein
- M/S Deutschland
- M/S Kronprins Frederik
- M/S Holger Danske

## Historik
Scandline lanserades 1991 som ett gemensamt varumärke för DSB:s och Sweferrys (SJ:s) färjetrafik mellan Helsingborg och Helsingör, en linje som Sweferry tagit över från SFL samma år.
År 1995 urskiljdes färjedivisionen ur DSB och Scandlines infördes som varumärke för rederiernas samtliga linjer i Danmark och över Öresund.
År 1997 gick Deutsche Bahns färjedivision DFO, Deutsche Fährgesellschaft Ostsee mbH, in i samarbetet och de danska och tyska delarna sammanslogs till Scandferries Holding GmbH den 21 juli 1998, det bolag som är nuvarande Scandlines. Varumärket Scandlines lanserades därefter på rederiernas linjer mellan Tyskland och Skandinavien.
Till och med 2018 fanns även en svensk del av Scandlines, initialt SJ:s dotterbolag Sweferry, under samma varumärke. Sweferry såldes 1999 till Stena Line. År 2001 köpte Stena även upp konkurrenten på Helsingborg–Helsingör, HH-Ferries. Från 2009 drevs linjen som ett poolsamarbete där Scandlines stod för biljettförsäljning och marknadsföring.
År 2007 beslöt Deutsche Bahn och den danska staten att sälja Scandferries, nuvarande Scandlines, till ett konsortium bestående av 3i, Allianz Capital och Deutsche Seereederei, för 1 560 miljoner euro. Deutsche Seerederei sålde 2010 sin andel till de båda övriga ägarna.
År 2012 sålde Scandferries ett antal linjer till Stena Line: Travemünde–Ventspils, Travemünde–Liepāja, Nynäshamn–Ventspils, Trelleborg–Rostock och Trelleborg–Sassnitz.
År 2013 blev 3i ensamägare av Scandferries. År 2015 sålde Scandferries och Stena Line sina intressen i linjen Helsingborg–Helsingör, inklusive fartyg, till First State European Diversified Infrastructure Fund. Fonden drev sedan linjen vidare genom HH-Ferries Group, under varumärket Scandlines Helsingborg - Helsingör, senare namnändrat till Forsea.
Den 26 mars 2018 meddelades att First State European Diversified Infrastructure Fund och Hermes Investment Management köpt 50,1% respektive 14,9% av Scandferries. Därmed blev First State European Diversified Infrastructure Fund huvudägare i Scandlines båda delar. Delarna separerades i slutet av 2018, vilket innebar separat biljettförsäljning och marknadsföring för linjen Helsingborg–Helsingör. Samtidigt namnändrades HH-Ferries group till Forsea.

### Scandlines historiska linjer
- Malmö–Köpenhamn (lades ned 2002 på grund av Öresundsförbindelsen)
- Helsingborg–Köpenhamn (lades ned 2000 på grund av Öresundsförbindelsen)
- Limhamn (i Malmö)–Dragør (utanför Köpenhamn) (lades ned 1999 på grund av Öresundsförbindelsen)
- Bøjden–Fynshav (linjen såld till Nordic Ferry Service)
- Esbjerg–Fanø (linjen såld till Nordic Ferry Service)
- Spodsbjerg–Tårs (linjen såld till Nordic Ferry Service)
- Trelleborg–Travemünde Chartrades ut till TT-Line - nedlagd helt 2010 då enda fartyget M/S Götaland såldes.
- Århus–Åbenrå–Klaipeda
- Rostock–Hangö, såld till Svenska Orient Linien (SOL) 2012
- Travemünde–Liepāja, såld till Stena Line 2012
- Travemünde–Ventspils, såld till Stena Line 2012
- Nynäshamn–Ventspils, såld till Stena Line 2012
- Trelleborg–Sassnitz, såld till Stena Line 2012. Denna linje togs över av FRS. Som till en början trafikerade Ystad-Sassnitz. Men från 2023 seglar FRS från Trelleborg-Sassnitz. Färjan heter Skane Jet och är en katamaran.
- Trelleborg–Rostock, såld till Stena Line 2012
- Helsingborg–Helsingör, organiserad 2018 som Forsea, som köptes 2021 av Molslinjen, vilken i sin tur sedan 2022 är en del av Nordic Ferry Infrastructure. Dock bytte Forsea namn till Öresundslinjen 4 oktober 2023.[4]

## Bildgalleri

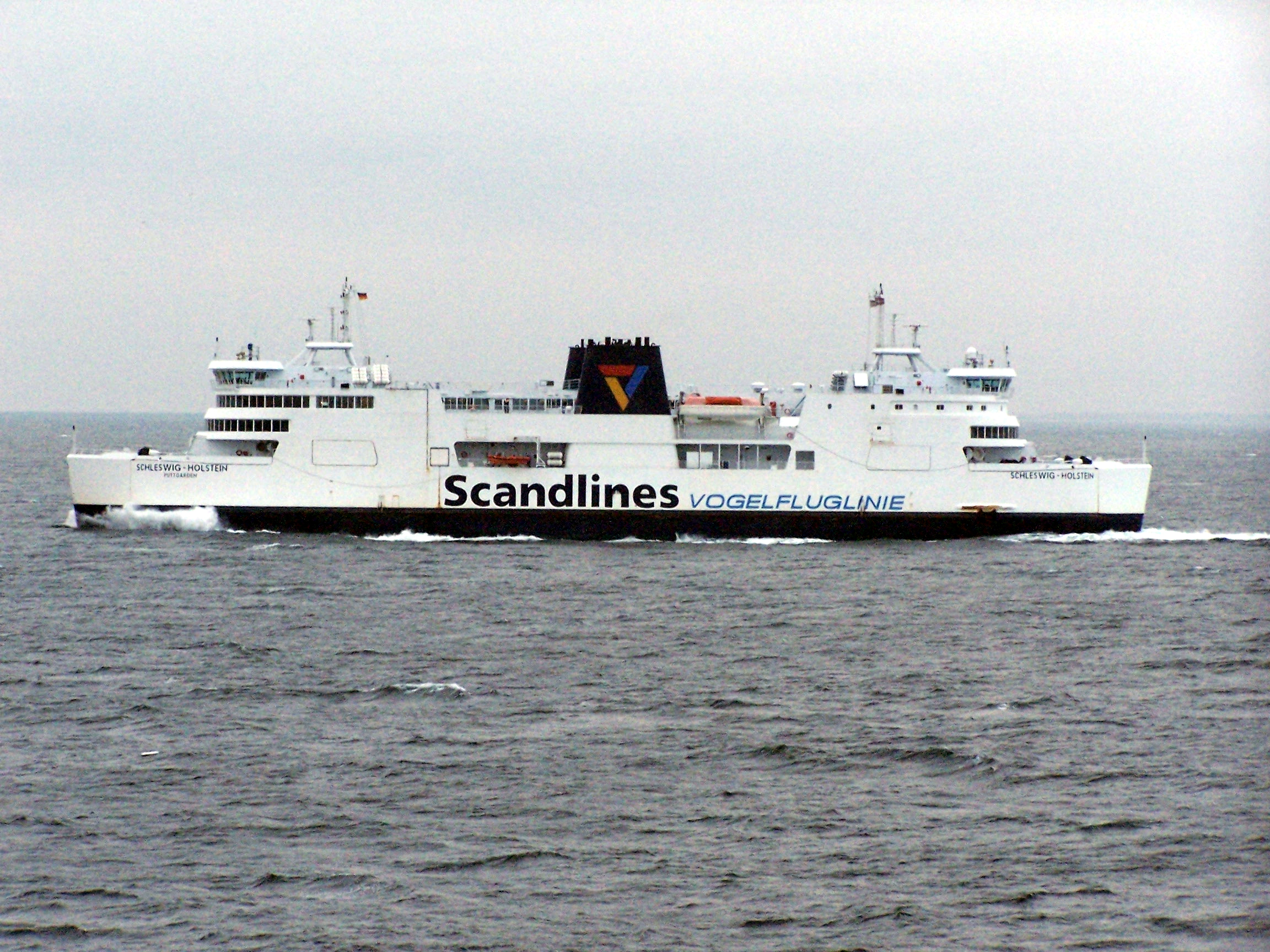
Scandlines fartyg M/S Schleswig-Holstein.
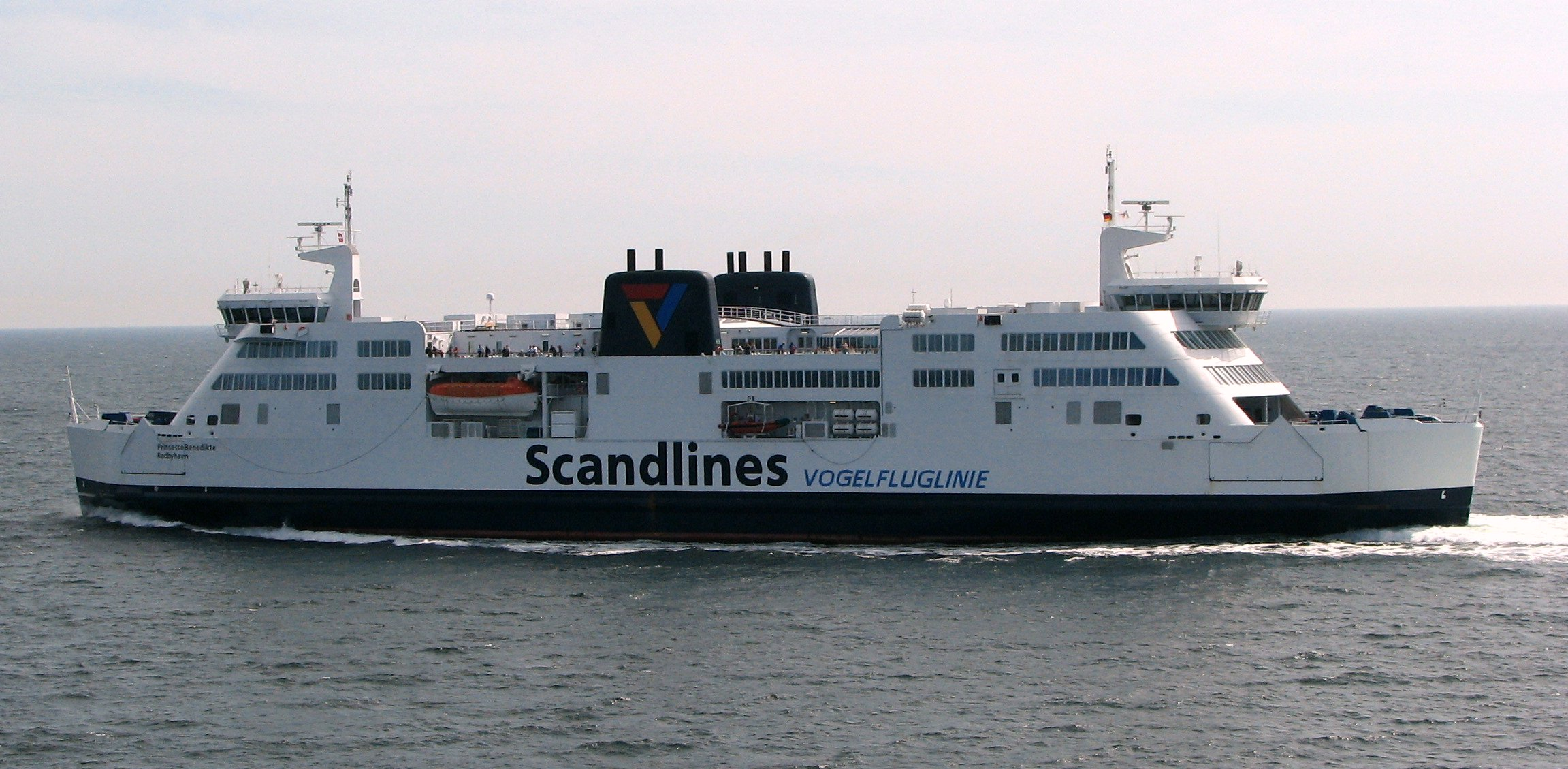
M/S Prinsesse Benedikte
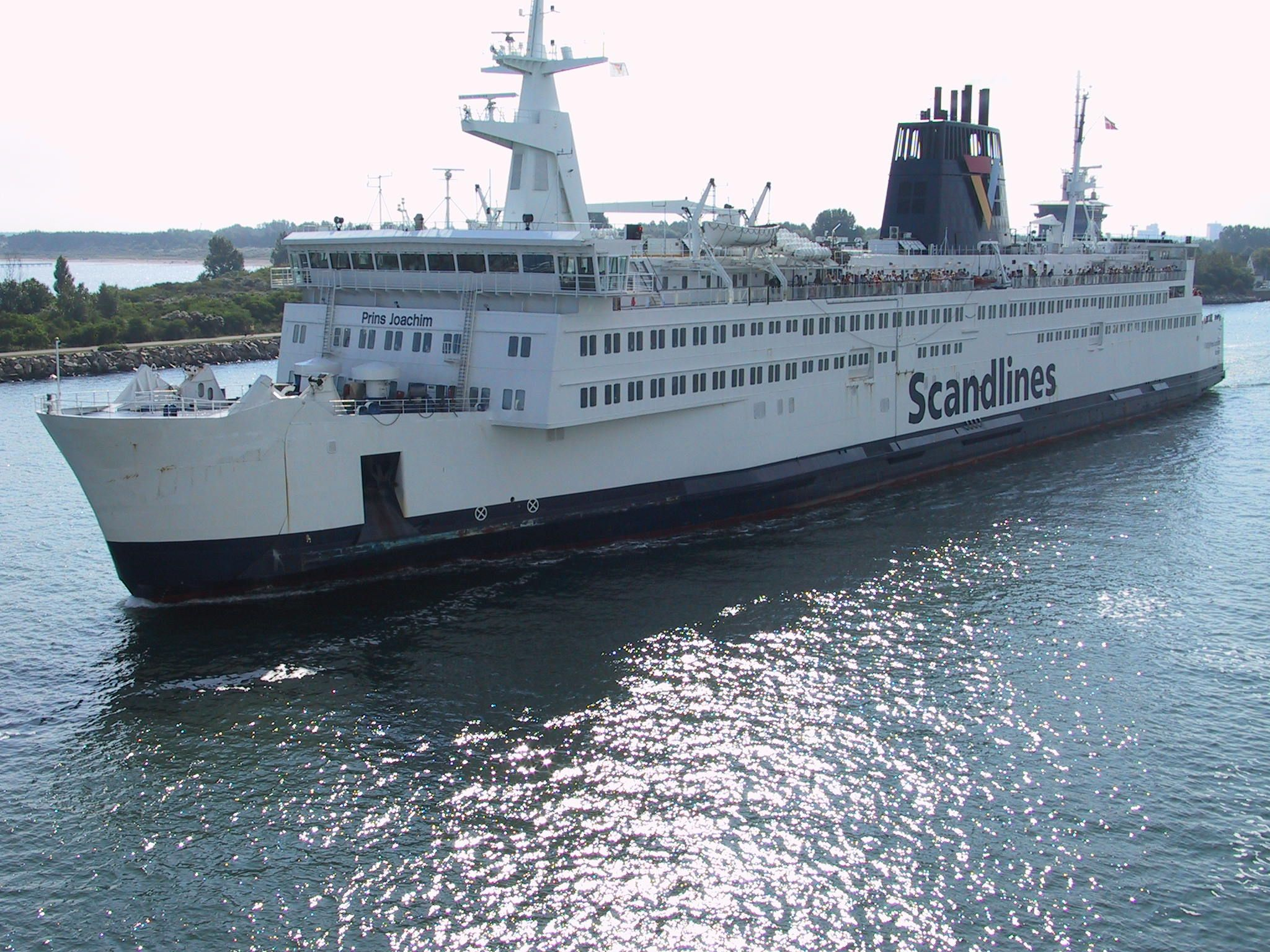
M/S Prins Joachim
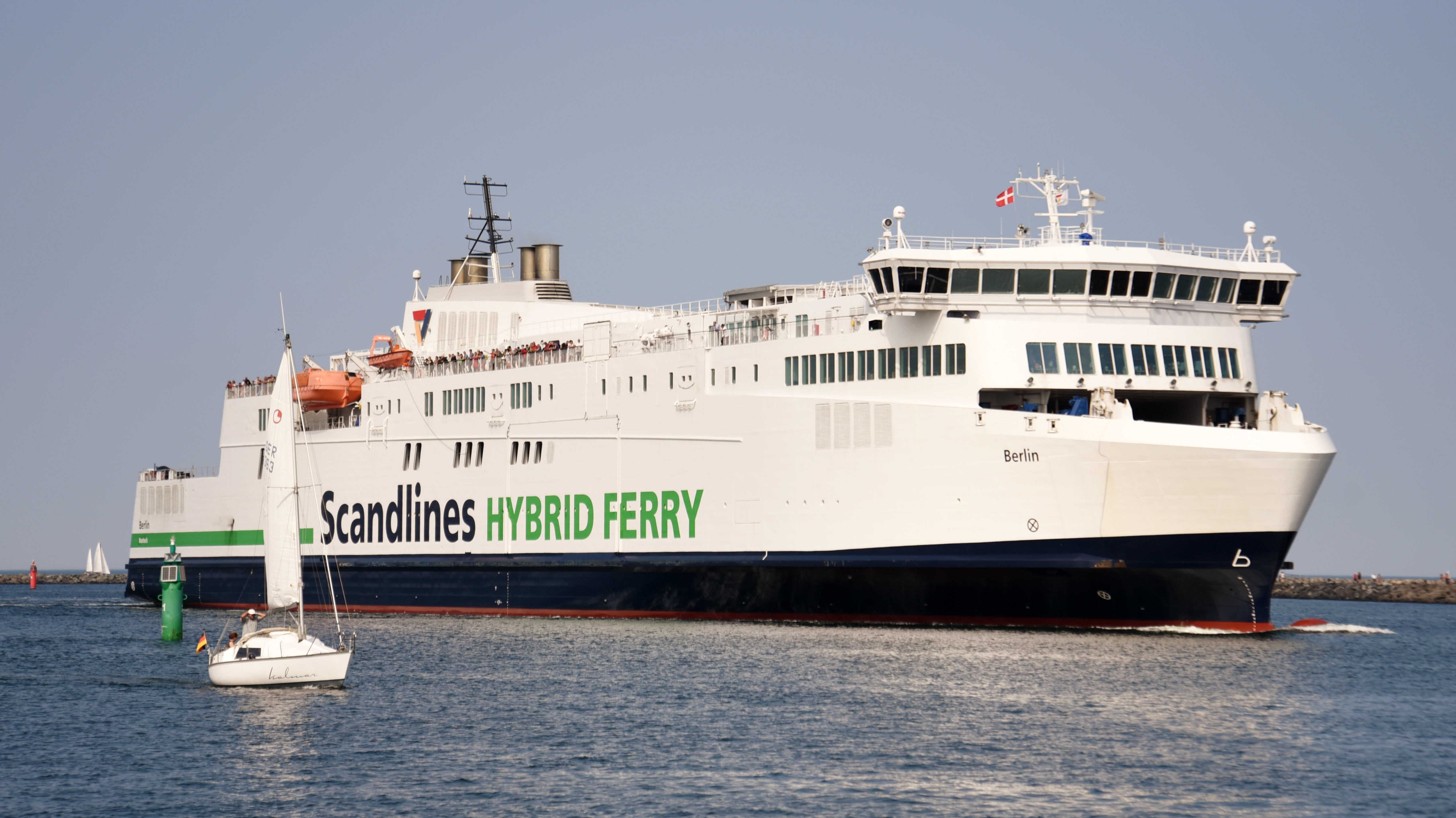
M/S Berlin